# 六日戰役
六日戰役（1814年2月10日–14日）是第六次反法同盟中的一系列戰役，當時聯軍已逼近巴黎，也是拿破崙在該次戰爭中的最後一場勝仗。 
拿破崙身邊僅剩約七萬人，卻要面對至少五十萬聯軍的入侵，這些聯軍包括布呂歇爾元帥和施瓦岑貝格元帥各自率領的主力兵團。然而，施瓦岑貝格率領的主力軍卻推進緩慢，且面臨極端危險的處境。另一方面，布呂歇爾進展甚快，但他的俄普聯軍已經筋疲力盡，許多部下四散各地，這也給予法軍一個絕佳的反擊機會。 
六日戰役發生於2月10日至15日，期間拿破崙在四場戰鬥尚波貝爾之戰、蒙米拉伊之戰、蒂耶里堡戰役、沃尚戰役）中擊敗布呂歇爾的部隊。拿破崙僅用三萬人的部隊，就造成布呂歇爾十二萬部隊折損17,750人。. 
然而，拿破崙的這場勝利未對整個大戰場有任何決定性影響，施瓦岑貝格的大軍依然威脅巴黎，巴黎最後也於三月底淪陷。

## 系列戰中的各場戰鬥
- 尚波貝爾之戰 (1814年2月10日) - 俄軍折損4,000人，法軍僅損失200人，同時法軍還俘虜俄軍將領烏奧蘇非耶（Olsufiev）。[2]

- 蒙米拉伊之戰 (1814年2月11日) – 聯軍折損4,000人，法軍傷亡2,000人。[2]

- 蒂耶里堡戰役（英语：Battle of Château-Thierry (1814)） (1814年2月12日) – 聯軍傷亡1,250名普軍、1,500名俄軍以及損失九門火炮，法軍僅約傷亡600人。[2]

- 沃尚戰役 (1814年2月14日) – 普軍折損7,000人與16門火炮，法軍僅約傷亡600人。[2]

## 註腳
1. ↑  Nafziger 2015，第168–169頁.
2. 1 2 3 4  Chandler, David. Dictionary of the Napoleonic wars, Wordsworth editions, 1999, pp.87, 90, 286–87, 459.

## 外部連結
- 六日戰役的動畫地圖 by 約那森·韋伯
- La bataille de Champaubert, Montmirail-Marchais, Château-Thierry et Vauchamps （页面存档备份，存于）